# Gymnammodytes semisquamatus
Gymnammodytes semisquamatus es una especie de peces de la familia Ammodytidae en el orden de los Perciformes.

## Morfología
Los machos pueden llegar alcanzar los 30 cm de longitud total.

## Distribución geográfica
Se encuentra desde la costa meridional de Noruega e Islas Shetland hasta la península ibérica, incluyendo las islas británicas y el Mar del Norte pero no el Mar Báltico.